# 野々市市立野々市中学校
野々市市立野々市中学校（ののいちしりつののいちちゅうがっこう）は、石川県野々市市三納にある公立中学校。

## 概要
66年の歴史がある伝統ある中学校である。
町村合併により1956年3月31日、石川県石川郡野々市町立野々市中学校（旧）と石川県石川郡富奥村立富奥中学校が廃校となり、1956年4月1日より、2校が統合し、新たに石川県石川郡野々市町立野々市中学校（新）が設置された。なお、開校当時は新校舎が建築中であったため富奥小学校に１年の教場を置き、野々市小学校に２年、３年の教場を置いて授業を行っていた。同年11月1日より、新校舎に移転した。それに合わせて、旧郷村の分村編入により旧郷村の一部が野々市中の校区に加わった。
旧押野村（御経塚、野代、押越、押野）は1957年より野々市中の校区に加わった。
1974年には、野々市の都市化による生徒増と教育環境の充実向上を図って、現在の校舎が建設された。
生徒数は約780名であり、市内では最大である。
1984年4月1日に生徒増加に伴い、布水中学校が分離開校した。
2021年夏に市内の高齢者施設9カ所に、「暑中見舞い」を初めて贈った。

## 沿革
- 1956年4月1日 - 野々市町立野々市中学校として開校[1]
- 1956年10月31日 - 第１期工事として本館が竣工し、翌日新校舎へ移転し、あわせて郷村の分村編入によりその地区の生徒が本校に入校する。[1]
- 1956年11月3日 - 兵地町長をはじめ町議会議員等多数の参列のもとに本館の落成式を挙行し、あわせて校旗を樹立し、校歌を制定する。[1]
- 1957年 - 旧石川郡押野村の御経塚・野代・押越・押野は野々市町へ編入し、その地区の生徒が本校に入校する。同年10月31日に第２期工事として講堂兼体育館を竣工。[1]
- 1961年9月30日 - 第3期工事として技術・家庭科教室が竣工する。[1]
- 1965年9月10日 - 台風23号のため体育館、中央廊下の屋根が飛び、370万円の被害を受ける。[1]
- 1973年8月28日 - 野々市の都市化による生徒増と教育環境の充実向上を図って、三納地区に新校舎建設が町議会で議決される。[1]
- 1974年10月31日 - 第1期第2期工事として本館及び体育館が竣工する。[1]
- 1974年11月10日 - 新校舎に移転し12日より正規の授業を開始する。[1]
- 1975年5月30日 - 体育館完成[1]
- 1984年4月1日 - 布水中学校設置にともない、通学区域を本町５丁目、扇が丘、住吉町、菅原町、白山町、位川、太平寺、下林、藤平田、三納、矢作、中林、藤平、粟田、新庄、上林、末松、清金とする。[1]
- 1990年12月25日 - 校舎大規模改修事業（給水管改修、校舎、体育館屋根防水改修工事）完了。[1]
- 2000年5月1日 - 図書館司書が配置される。（布水中と兼務）[1]
- 2003年10月15日 - 大規模改造・耐震補強第1期工事（校舎西側・中央棟）竣工する。[1]
- 2004年10月21日 - 大規模改造・耐震補強第2期工事（校舎南側棟）竣工する。[1]
- 2005年9月6日 - 大規模改造・耐震補強３期工事（校舎北側棟）竣工する。[1]
- 2011年11月11日 - 野々市町の市制移行に伴い、校名が野々市市立野々市中学校となる[1]。
- 2013年3月 - 福祉用エレベーター、多目的トイレ、自転車小屋竣工、全普通教室エアコン設置[1]
- 2020年10月17日 - 北国あすなろ賞受賞（生徒会「年賀状大作戦」活動に対して）[1]

## 教育方針
- 人間尊重の精神を基盤として、生徒と教師、生徒相互が互いに認め合う温かい人間関係を育む[1]。
- 基礎基本の定着を図り活用力を育てるとともに、自ら学ぶ意欲を持った生徒を育てる[1]。
- 生徒を主体とした教育活動の実践に努め、望ましい人間関係を築く力や自主的な態度を育てる[1]。
- 学校と家庭、地域の連携を深め、学校や地域に誇りを持った生徒を育てる[1]。

## 学校行事
| - 4月 入学式 - 5月 - 6月 | - 7月 1学期終業式 - 8月 2学期始業式 - 9月 運動会 | - 10月 合唱コンクール、文化祭 - 11月 立志式 - 12月 2学期終業式 | - 1月 3学期始業式、競書会 - 2月 - 3月 卒業証書授与式、修了式 |

## 通学区域
本町5丁目、扇が丘、菅原町、住吉町、白山町、三納1丁目から3丁目、藤平、位川、清金1丁目から3丁目、末松1丁目から3丁目、太平寺1丁目から4丁目、粟田1丁目から6丁目、下林1丁目から4丁目、新庄1丁目から6丁目、藤平田1丁目・2丁目、中林1丁目から5丁目、上林1丁目から5丁目、矢作1丁目から4丁目

## 進学前小学校
- 野々市小学校（一部は布水中学校へ進学）
- 富陽小学校
- 菅原小学校（一部は布水中学校へ進学）

## 出身著名人
- 米林宏昌（アニメーター、スタジオジブリ作品監督）[6]
- 水本弦（社会人野球選手）